# Bisschoppelijk kasteel van Iłża
Het bisschoppelijk kasteel van Iłża (Pools: Zamek w Iłży) is een burchtruïne nabij Iłża. Het kasteel is vanouds in gebruik als residentie van de bisschoppen van Krakau.

## Geschiedenis
In de eerste helft van de 14e eeuw bouwde de bisschop Jan Grot een stenen donjon. Op dat moment bestond het kasteel nog uit een verdedigingsring van hout en aarde. Jan Grot koos dit kasteel als zijn toevluchtsoord nadat hij Casimir III van Polen in 1334 had geëxcommuniceerd. Een edelman genaamd Rudzki werd door Frederik Jagiellon in de kerkers van het kasteel opgesloten en moest een boete van 80 marken aan de kerk betalen. Hij zou zich schuldig gemaakt hebben van de mishandeling van een priester.
Het oorspronkelijke gotische kasteel is in de 16e en 17e eeuw herbouwd, uitgebreid en in de renaissancestijl gerenoveerd. Koning Wladislaus Wasa heeft het kasteel in 1637 in het geheim bezocht om zijn toekomstige vrouw, Cecilia Renata van Oostenrijk (de dochter van Keizer Ferdinand II), te bestuderen.
Het kasteel is sinds de 19e eeuw verlaten.

## Galerij

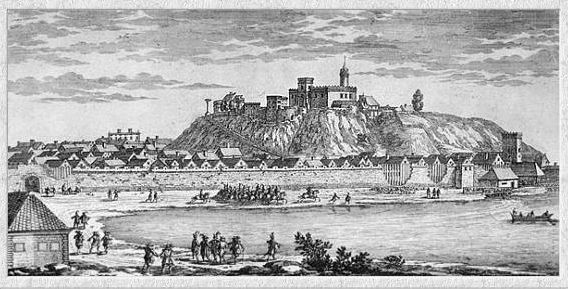
Gravure (1655) door Erik Dahlbergh
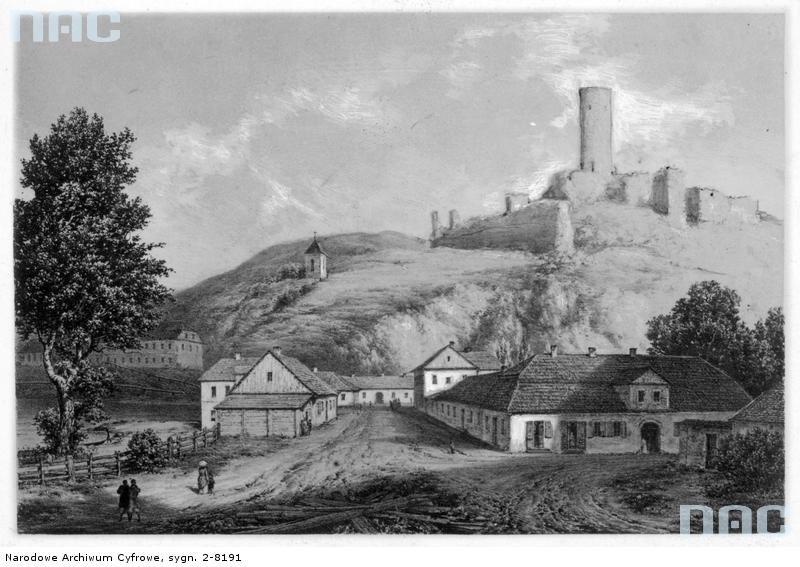
Het kasteel uitgebeeld als ruïne